# Salmistu
Salmistu är en ort i Kuusalu kommun i Harjumaa i Estland. Den ligger utmed Estlands nordkust vid Finska viken, 40 km öster om huvudstaden Tallinn. Antalet invånare är 106. Från Salmistu finns färjeförbindelse med ön Pedassaar i bukten Kolga laht.
Terrängen runt Salmistu är platt. Havet är nära Salmistu norrut. Runt Salmistu är det glesbefolkat, med 9 invånare per kvadratkilometer. Närmaste större samhälle är Maardu, 19,9 km väster om Salmistu. I omgivningarna runt Salmistu växer i huvudsak blandskog.